# Добри сърца и диадеми
„Добри сърца и диадеми“ (на английски: Kind Hearts and Coronets) е британски филм от 1949 година, криминална комедия на режисьора Робърт Хамър по негов сценарий в съавторство с Джон Дайтън, базиран на романа на Рой Хорниман „Israel Rank: The Autobiography of a Criminal“ от 1907 година.
В центъра на сюжета е младеж, чиято майка е прогонена от благородническото си семейство, който последователно отстранява дълга поредица свои роднини, за да наследи херцогската титла на дядо си. Главните роли се изпълняват от Денис Прайс, Джоун Грийнуд, Алек Гинес, Валери Хобсън.
„Добри сърца и диадеми“ е номиниран за наградата на БАФТА за най-добър филм и за наградата „Златен лъв“.